# Andriej Smirnow (generał)
Andriej Kiriłłowicz Smirnow (ros. Андре́й Кири́ллович Смирно́в, ur. 15 sierpnia?/27 sierpnia 1895 w Petersburgu, zm. 8 października 1941 k. wsi Popowka w obwodzie zaporoskim) – radziecki dowódca wojskowy, generał porucznik.
Uczestnik I wojny światowej, po ukończeniu włodzimierskiej szkoły wojskowej dowodził kompanią.
Od 1918 w Armii Czerwonej, podczas wojny domowej kolejno dowódca batalionu, pułku i brygady. 1922 ukończył wyższe kursy akademickie i został pomocnikiem dowódcy dywizji, 1927 ukończył Akademię Wojskową im. Frunzego, wstąpił do WKP(b) i został szefem wydziału w sztabie Armii Czerwonej. Od 1929 kolejno dowódca dywizji, dowódca i komisarz korpusu, zastępca dowódcy wojsk Grupy Wojsk, kierownik wyższych kursów doskonalenia dowództwa, generalny inspektor piechoty Armii Czerwonej. 4 czerwca 1940 mianowany generałem porucznikiem, od 1940 dowódca wojsk Charkowskiego Okręgu Wojskowego.
Po ataku Niemiec na ZSRR dowodził 18 Armią Frontu Południowego, której wojska toczyły ciężkie walki obronne na południowym odcinku frontu walk z Niemcami. Zginął w walce w obwodzie zaporoskim (obecnie Ukraina).

## Odznaczenia
- Order Lenina
- Order Czerwonego Sztandaru (dwukrotnie)
- Order Wojny Ojczyźnianej I klasy (pośmiertnie)
- Medal jubileuszowy „XX lat Robotniczo-Chłopskiej Armii Czerwonej”